# 洛洛托伊县
洛洛托伊县是东帝汶民主共和国博博纳罗区的一个县，该县面积169.31平方公里，2010年人口普查时时人口为7129，县治位于洛洛托伊。